# Норвегия на «Евровидении-1984»
Норвегия участвовала в двадцать девятом выпуске телевизионного конкурса Евровидение-1984, который состоялся 5 мая в Муниципальном театре Люксембурга, Великое герцогство Люксембург. Страну представлял женский поп-дуэт Dollie de Luxe с песней Lenge leve livet ("Да здравствует жизнь"), написанной участницами дуэта Бенедиктой Адриан и Ингрид Бьёрнов. По итогам голосования они заняли 17-е место из 19 стран, набрав только 29 очков. Тем не менее, Lenge leve livet стала предшественницей норвежской заявки La det swinge в исполнении группы Bobbysocks!, которые принесут стране её первую победу на Евровидение-1985. Конкурс был показан NRK на канале NRK1 с комментариями Роальда Ойена. Глашатаем от Норвегии был Эгиль Тейге.

## До «Евровидения»

### Melodi Grand Prix 1984
С 1960 года норвежский вещатель Norsk rikskringkasting (NRK) отвечает за организацию отбора заявки на Евровидение и трансляцию конкурса. Ежегодно NRK организовывает национальный финал под названием Melodi Grand Prix с участием нескольких артистов и песен по аналогии со шведским, датским и финским отборами. Двадцать четвёртый выпуск Melodi Grand Prix состоялся 7 апреля 1984 года в Château Neuf в Осло. Ведущей была Сиссель Кейн Лоддинг. Как и в прошлом году десять песен участвовало в финале, а победитель определялся путём голосов от пяти групп жюри, ранжированных по возрастным категориям (до 20, 20-30, 30-40, 40-50, от 50 и старше). Целых четыре песни по итогам голосования не только оказались лидерами, но ещё и имели маленький разрыв по очкам. Среди конкурсантов была Эллен Николайсен, представительница Норвегии на Евровидение-1973 (как участник группы Bendik Singers) и на Евровидение-1975.
| Порядковый номер | Исполнитель        | Название песни   | Очки | Место |
| ---------------- | ------------------ | ---------------- | ---- | ----- |
| 1                | Беате Якобсен      | Strand Hotel     | 43   | 2     |
| 2                | Ина Тангеруд       | Dine øyne        | 15   | 8     |
| 3                | Ове Туе            | Lenge siden nå   | 11   | 10    |
| 4                | Ингер Лизе Рипдаль | Vindar           | 42   | 3     |
| 5                | Dollie de Luxe     | Lenge leve livet | 45   | 1     |
| 6                | Эллен Николайсен   | Opus             | 25   | 6     |
| 7                | Хильде Гельтберг   | Ditt smil        | 17   | 7     |
| 8                | Ник Борген         | La musikken leve | 35   | 5     |
| 9                | Кэти Риен          | Jeanne d'Arc     | 15   | 8     |
| 10               | Silhouette         | A-oa-oa-oa       | 42   | 3     |

## На «Евровидении»
В Люксембурге Dollie de Luxe выступали под номером 5, между Испанией и Великобританией. Выступление дуэта подверглось критике за их несуразный внешний вид (малиновые ленты в волосах и выступление босиком) и крикливые интонации в начале песни. По итогам голосования они заняли 17-е место из 19 стран, набрав только 29 очков. 12 очков норвежское жюри присудило Дании. Дирижёром во время исполнения норвежской заявки был Сигурд Янсен.

### Голосование
| Очки      | Страна                 |
| --------- | ---------------------- |
| 12 баллов |                        |
| 10 баллов |                        |
| 8 баллов  | - Швеция               |
| 7 баллов  | - Люксембург           |
| 6 баллов  | - Финляндия            |
| 5 баллов  |                        |
| 4 балла   |                        |
| 3 балла   | - Ирландия             |
| 2 балла   | - Германия - Швейцария |
| 1 балл    | - Бельгия              |

| Очки      | Страна         |
| --------- | -------------- |
| 12 баллов | Дания          |
| 10 баллов | Швеция         |
| 8 баллов  | Великобритания |
| 7 баллов  | Германия       |
| 6 баллов  | Испания        |
| 5 баллов  | Финляндия      |
| 4 балла   | Ирландия       |
| 3 балла   | Бельгия        |
| 2 балла   | Франция        |
| 1 балл    | Италия         |